# فرانتسوزیش بوخهولتس
فرانتسوزیش بوخهولتس (به آلمانی: Berlin-Französisch Buchholz) یک منطقهٔ مسکونی در آلمان است که در Pankow واقع شده‌است. فرانتسوزیش بوخهولتس ۱۸٬۷۶۶ نفر جمعیت دارد.